# آنا هتلز
آنا هتلز (انگلیسی: ANA Hotels) شرکت مهمان‌نوازی ژاپنی است، که در سال ۱۹۷۳ تأسیس شد.